# PSLV
PSLV（極軌道打ち上げロケット、英語: Polar Satellite Launch Vehicle, PSLV）は、インド宇宙研究機関 (ISRO) の4段式使い捨て打ち上げシステムである。資源探査衛星に適している太陽同期軌道 (SSO) や静止トランスファ軌道 (GTO) に小型の衛星を投入する能力がある。PSLVが参入するまでは太陽同期軌道へ商業的に投入するサービスを提供していたのはロシアのみだった。PSLVは同様に小型の衛星を静止トランスファ軌道 (GTO) へ投入する能力も有する。PSLVの一回あたりの打ち上げ費用は1,670万ドルである。

## 開発
PSLVはケーララ州ティルヴァナンタプラムのVikram Sarabhai宇宙センター (VSSC) で開発されている。初期のシステムはティルヴァナンタプラムのISRO 慣性システムユニット (IISU) で開発された。PSLVの2段目と4段目に使用される液体燃料ロケットは同様にティルヴァナンタプラムにある液体系推進システムセンター (LPSC) で開発された。固体推進剤はサティシュ・ダワン宇宙センター (SHAR) から供給され射場まで運ばれる。
いくつかの遅延の後、PSLVは1993年9月20日に初めて打ち上げられた。全ての主エンジンが期待通りの性能を発揮したが2段目と3段目の姿勢制御装置の問題が報告された。この初期の後退の後、ISROは1996年の3回目の試験打ち上げで完全な成功を収めた。さらに1997年、1999年、2001年の打ち上げでも成功した。
PSLVは人工衛星の打ち上げの主力として特に低軌道への打ち上げが続いている。それは、それ以降の各バージョンで特に推力の増強や効率性だけでなく軽量化等いくつかの改良が行われた。

## 各段の詳細
ブースター
第1段の周りにはポリブタジエン系コンポジット推進薬 (HTPB) の固体燃料ロケットブースターが6本装備されている。尚、打上げ能力を減じたPSLV-CAではロケットブースターは用いられない。
PSLVでは1基当たりの推進薬重量が9トンのブースターPSOMが用いられ、PSLV-XLでは1基当たりの推進薬重量が12トンに拡張され推力も強化されたPSOM XLが用いられる。4本は地上で点火され、残り2本は空中で点火される。
第1段の燃焼時のロケットのロール制御を増強するため、ロケットブースターの内2基に、SITVC (Secondary Injection Thrust Vector Control System) を採用している。SITVCとは、ロケットノズル内に過塩素酸ストロンチウム溶液を噴射しロケットの姿勢制御をする方式で、二次噴射制御に分類される。噴射溶液は圧縮窒素で加圧されている。
第1段
第1段はHTPB推進薬が138トン充填された直径2.8 m、長さ20 mの固体燃料ロケットで、容器はマルエージング鋼でできている。推力は最大4,910 kNである。
ロケットのピッチ、ヨー制御は、SITVCを用いている。ロール制御は、RCT (Roll Control Thrusters) を用いている。RCTとは、互い相対して固定された2基×3セットの小型の液体スラスター合計6基を、1段目ロケットケースの表面のブースターとブースターの間の3箇所に設置し、スラスターを噴射して行うロール制御方式である。
第2段
第2段は液体推進剤総重量41.5トンほどの液体燃料ロケットで、ロケットエンジンはヴィカースと呼ばれ、欧州宇宙機関で開発されたアリアンロケットで使用されているバイキングエンジンのライセンス生産品である。非対称ジメチルヒドラジンと四酸化二窒素を燃料としており、推力は800 kNである。
ピッチとヨー制御はエンジン全体を±4°の範囲で角度制御できる2軸制御ジンバル方式を用いている。ロール制御にはホットガス姿勢制御モーター (HRCM) を用いている。
第3段
第3段は固体推進薬が7トンから7.6トンまで充填可能な固体燃料ロケットで、推力は最大で340 kN。ロケットケースはケブラー繊維強化プラスチック製である。
ピッチとヨー制御のため、可動ノズルを装備し2軸で±2°の可動範囲を有する。ロール制御は4段目に取り付けられたRCS (姿勢制御システム) を用いる。
第4段
第4段は液体燃料ロケットで、モノメチルヒドラジンと、一酸化窒素を添加した四酸化二窒素を推進剤として使用。液体推進剤総重量2トンのものと、燃焼時間を延長するために拡張された2.5トンのものがある。推力は最大7.4 kNである。
ピッチとヨー制御のため、エンジン全体を±3°の範囲で角度制御できる2軸制御ジンバル方式を用いている。ロール制御はRCS (姿勢制御システム) を用いる。
| 段数         | ブースター (x6) | ブースター (x6)                            | ブースター (x6)                            | 第1段                                      | 第2段                                   | 第3段                                      | 第4段                                                    | 第4段                                                    |
| 型式名       | PSLV-CA         | PSLV (2), (3)                              | PSLV-XL                                    | NA                                         | NA                                      | NA                                         | PSLV (2)                                                 | PSLV (3) PSLV-CA PSLV-XL                                 |
| ------------ | --------------- | ------------------------------------------ | ------------------------------------------ | ------------------------------------------ | --------------------------------------- | ------------------------------------------ | -------------------------------------------------------- | -------------------------------------------------------- |
| 使用エンジン | NA              | 固体ロケットブースター PSOM (x 6)          | 固体ロケットブースター PSOM XL (x 6)       | 固体燃料ロケット S-138 (x 1)               | 液体燃料ロケット ヴィカース4 (x 1)      | 固体燃料ロケット S-7 (x 1)                 | 液体燃料ロケット L-2 (x 2)                               | 液体燃料ロケット L-2.5 (x 2)                             |
| 推力         | NA              | 645-677 kN /1基                            | 720 kN /1基                                | 4,430-4,910 kN                             | 724-800 kN                              | 238-340 kN                                 | 7.4 kN /1基                                              | 7.3 kN /1基                                              |
| 推進剤       | NA              | ポリブタジエン系 コンポジット推進薬 (HTPB) | ポリブタジエン系 コンポジット推進薬 (HTPB) | ポリブタジエン系 コンポジット推進薬 (HTPB) | 非対称ジメチルヒドラジン / 四酸化二窒素 | ポリブタジエン系 コンポジット推進薬 (HTPB) | モノメチルヒドラジン / 一酸化窒素を添加した 四酸化二窒素 | モノメチルヒドラジン / 一酸化窒素を添加した 四酸化二窒素 |
| 推進薬重量   | NA              | 9 t                                        | 12 t                                       | 138 t                                      | 40-41.5 t                               | 7-7.6 t                                    | 2.0 t                                                    | 2.5 t                                                    |
| 燃焼時間     | NA              | 44-45秒                                    | 49秒                                       | 98-108秒                                   | 147-163秒                               | 76-122秒                                   | 415秒                                                    | 299-525秒                                                |
| 全長         | NA              | 10.0m                                      | 12.4m                                      | 20.0m                                      | 12.8m                                   | 3.6m                                       | 2.6m                                                     | 2.9m                                                     |
| 外径         | NA              | 1.0m                                       | 1.0m                                       | 2.8m                                       | 2.8m                                    | 2.0m                                       | 2.8m                                                     | 2.8m                                                     |

## 種類
ISROは複数の用途に応じて複数のPSLVを開発している。現在は標準型 (PSLV-G)、6本の補助ロケットを伴わないコアのみ (PSLV-CA)、標準型よりも固体燃料補助ロケットの長さを延長した (PSLV-XL) の3形式がある。これら3形式全てにおいて純粋な成功が証明されている。これらの使用によりペイロードの重量に応じて低軌道へ600 kgから太陽同期軌道へ1900 kgまで幅広い打ち上げ需要に対応できる。

### 運用
PSLV-G (運用終了)
この標準型は4段式で固体燃料ロケットエンジンと液体燃料ロケットエンジンで構成されており上段ロケットは用途に応じて変更可能で1,678 kgを622 kmの太陽同期軌道に投入する能力を持つ。
PSLV-CA (運用中)
CA とは "Core Alone"(コアのみ)を意味する。2007年4月23日に初めて打ち上げられた。CA型は標準が使用する6本の固体燃料ブースターを第1段に巻きつけないタイプである。2基のロール軸制御モジュールと2基の1段エンジンの噴射制御タンクは1段目の側面に備えられている。4段式のCAは標準型よりも400 kg推進剤が少ない。現時点では1,100 kg を622 kmの太陽同期軌道に投入する能力を持つ。PSLV-C8が初飛行となった。
PSLV-XL (運用中)
PSLV-XLは標準型の強化型で延長された固体燃料補助ロケットを備える。離床時の重量は320トンで機体はより大型の補助ロケット (PSOM-XL) 6本を備えることにより軌道投入能力を向上させている。初期のPSLVが9トンだったのに対して、PSOM-XLは全長13.5m、12トンの固体燃料ロケットである。
2005年12月29日、推進剤を増加させたISROの新型ブースター (PSOM-XL) の試験に成功。最初の打ち上げは2008年10月22日、PSLV-C11によってチャンドラヤーン1号の打ち上げに成功した。
RISATレーダー画像衛星の打ち上げでも使用予定。
打ち上げ能力は、PSLVの1,600kgから1,800kg (622 kmの太陽同期軌道) へと増大した。
PSLV-DL (運用中)
PSLV-DLはPSOM-XL固体燃料ブースターを2本のみ (PSLV-XLは6本) 使用した型である。2019年1月24日のPSLV-C44は、PSLV-DLを使用した最初の打上となった。

### 開発段階 / 受注待ち
PSLV-HP (開発中/提案段階)
2007年4月26日付けのニューインディアンエクスプレスのウェブサイトからの報告によるとPSLV計画のディレクターである N・ナラヤナムーシィ (N.Narayanamoorthy) はPSLV-HPと呼ばれる高性能な打ち上げロケットの計画があることを話した。HPは "high performance" (高性能) を意味する。強化された補助ロケットを使用し、2000kgの打ち上げ能力を備える。2010年から2012年にかけて7機の航法衛星の打ち上げに使用される予定とされていた。4段目を優れたものに更新する予定。
PSLV-3S (開発中/提案段階)
4段式バージョンから2段目を取り除いた3段式ロケットの構想で、6本の補助ロケットも装備しないタイプ。LEOに550kgのペイロードを投入する能力を持つとされる。

## 打ち上げ実績
| 回数 | 番号 | 形式    | 打ち上げ日時 (UTC)         | 射点   | 積載物 | 積載物重量                                                                                 | 結果       | 備考 |
| ---- | ---- | ------- | -------------------------- | ------ | --- | ------------------------------------------------------------------------------------------ | ---------- | --- |
| 1    | D1   | PSLV-G  | 1993年9月20日              | SDSC   | IRS 1E | 846 kg                                                                                     | 失敗       | ソフトウェアのエラーにより打ち上げ700秒後にベンガル湾へ墜落した。実証飛行。 |
| 2    | D2   | PSLV-G  | 1994年10月15日             | SDSC   | IRS P2 | 804 kg                                                                                     | 成功       | 実証飛行。 |
| 3    | D3   | PSLV-G  | 1996年3月21日              | SDSC   | IRS P3 | 920 kg                                                                                     | 成功       | 実証飛行。 |
| 4    | C1   | PSLV-G  | 1997年9月29日              | SDSC   | IRS 1D | 1,250 kg                                                                                   | 部分的失敗 | 衛星の投入軌道がずれた。 |
| 5    | C2   | PSLV-G  | 1999年5月26日              | SDSC   | OceanSat 1 DLR-Tubsat KITSAT-3 | 1,205 kg                                                                                   | 成功       | 商業飛行として最初の成功。 |
| 6    | C3   | PSLV-G  | 2001年10月22日             | SDSC   | TES PROBA BIRD | 1,108 kg 94 kg 92 kg                                                                       | 成功       | 偵察衛星として推定される |
| 7    | C4   | PSLV-G  | 2002年9月12日              | SDSC   | Kalpana-1 | 1,060 kg                                                                                   | 成功       | 人工衛星はGTOに投入。 |
| 8    | C5   | PSLV-G  | 2003年10月17日             | SDSC   | ResourceSat 1 | 1,360 kg                                                                                   | 成功       | |
| 9    | C6   | PSLV-G  | 2005年5月5日               | SDSC*  | CartoSat 1 HAMSAT | 1560 kg 42.5 kg                                                                            | 成功       | |
| 10   | C7   | PSLV-G  | 2007年1月10日              | SDSC   | CartoSat 2 SRE LAPAN-TUBSAT PEHUENSAT-1 | 680 kg 500 kg 56 kg 6 kg                                                                   | 成功       | デュアルランチアダプターと呼ばれる器具を使用して1度に4機の衛星を軌道に投入した。最初に送られてきた動画では4段目のロケットから最初の3衛星が分離される様子が表示された。LAPAN-TUBsat はインドネシア初の地球観測衛星である。                            |
| 11   | C8   | PSLV-CA | 2007年4月23日              | SDSC*  | AGILE AAM | 352 kg 185 kg                                                                              | 成功       | コアのみのCA型による初の打ち上げ ISROにとって初の排他的商業打ち上げ。 |
| 12   | C10  | PSLV-CA | 2008年1月21日              | SDSC   | TECSAR | 260 kg                                                                                     | 成功       | イスラエルの偵察衛星 |
| 13   | C9   | PSLV-CA | 2008年4月28日              | SDSC*  | Cartosat-2A IMS-1/TWSAT Cute 1.7+APD-2 Seeds-2 CanX-2 CanX-6/NTS Delfi-C3 AAUSAT-II Compass 1 Rubin 8 | 計800 kg                                                                                   | 成功       | Cartosat-2Aは国防省の任務である 超小型人工衛星はNLS 4(Nanosatellite Launch Service-4)ミッションの一部であり、6機のCubeSatを放出。PSLVとしては最多となる一度に10衛星を軌道投入した。                                                                  |
| 14   | C11  | PSLV-XL | 2008年10月22日 午前6時22分 | SDSC * | チャンドラヤーン1号 | 1,380 kg                                                                                   | 成功       | インド初の月探査機を送り込んだ。同時にPSLV-XLの最初の打ち上げでもある。 |
| 15   | C12  | PSLV-CA | 2009年4月20日              | SDSC * | RISAT-2 ANUSAT | 300 kg 40 kg                                                                               | 成功       | |
| 16   | C14  | PSLV-CA | 2009年9月23日              | SDSC   | Oceansat-2 Rubin 9.1 Rubin 9.2 UWE-2 BeeSat-1 スイスキューブ ITUpSAT1 | 960 kg 8 kg 1 kg                                                                           | 成功       | Rubin 9.1 と 9.2 は分離できないペイロードであり, 4段目に接合した状態で軌道を周回した。 SwissCube-1 と ITUpSAT1はスイスとトルコにとって初めて打ち上げられた衛星でCubeSat。 UWE-2とBeeSat-1を含めて計4機のCubeSatを打上げ。                            |
| 17   | C15  | PSLV-CA | 2010年7月12日              | SDSC   | CARTOSAT-2B AISat 2A AISSat 1 STUDSAT TIsat 1 | 690 kg 117 kg 6.5 kg 1 kg                                                                  | 成功       | 主衛星はインドの地球観測衛星 Cartosat-2B。 他にアルジェリア2番目の地球観測衛星 ALSAT-2A と超小型衛星 AISSat-1, TIsat-1, StudSat。 TIsat-1 はスイスにとって2番目となる衛星でCubeSat。AISSat-1 とTIsatはNLS-6の一部である。                            |
| 18   | C16  | PSLV-G  | 2011年4月20日              | SDSC   | RESOURCESAT-2 XSat-1 YouthSat | 1206 kg 106 kg 92 kg                                                                       | 成功       | この打ち上げでは標準型で6本の補助ロケットを1段目の周りに装着。 |
| 19   | C17  | PSLV-XL | 2011年7月15日              | SDSC * | GSAT-12 | 1410 kg                                                                                    | 成功       | 独自に開発した飛行用コンピュータ'Vikram'が初めて使用された。 |
| 20   | C18  | PSLV-CA | 2011年10月12日             | SDSC   | Megha-Tropiques SRMSAT Jugnu（Jugnu） VesselSat-1 | 1000 kg 10.9 kg 3 kg 28.7 kg                                                               | 成功       | 気候変動の研究用のMegha-Tropiques衛星が3機の小型衛星と共に打ち上げられた。:SRM大学チェンナイ校によって製作されたSRMSAT、インド工科大学Kanpur校のCubeSatであるJugnu（Jugnu）とルクセンブルクによる公海上の船舶の位置を確認する為のVesselSat-1である。 |
| 21   | C19  | PSLV-XL | 2012年4月26日              | SDSC   | RISAT-1 | 1858kg                                                                                     | 成功       | インド初の国産の合成開口レーダー搭載衛星 |
| 22   | C21  | PSLV-CA | 2012年9月9日               | SDSC   | SPOT-6 プロイテレス | 720kg 15kg                                                                                 | 成功       | ISRO初の完全な商業打ち上げで、100回目の宇宙ミッション。打ち上げにはマンモハン・シン首相が臨席。 |
| 23   | C20  | PSLV-CA | 2013年2月25日              | SDSC   | SARAL Sapphire NEOSSat BRITE UniBRITE STRaND-1 AAUSAT3 | 409 kg 148 kg 74 kg 14 kg 6.5 kg 3 kg                                                      | 成功       | SARALはインド・フランス共同開発の地球観測衛星。NEOSSatは小惑星検出を任務とするカナダの宇宙望遠鏡。Sapphireはカナダ初の軍事衛星で中~高軌道を監視する。                                                                                                |
| 24   | C22  | PSLV-XL | 2013年7月1日               | SDSC   | IRNSS-1A | 1425 kg                                                                                    | 成功       | インド初の測位衛星。インド地域航法衛星システムの1号機。 |
| 25   | C25  | PSLV-XL | 2013年11月5日              | SDSC   | MOM(Mars Orbiter Mission) 「Maangalyaan（マンガルヤーン）」 | 1340 kg                                                                                    | 成功       | インド初の火星探査機。 |
| 26   | C24  | PSLV-XL | 2014年4月4日               | SDSC   | IRNSS-1B | 1432 kg                                                                                    | 成功       | インドの測位衛星。インド地域航法衛星システムの2号機。 |
| 27   | C23  | PSLV-CA | 2014年6月30日              | SDSC   | SPOT-7 NLS-7.1 NLS-7.2 AISat-1 VELOX-1 | 714 kg 15 kg 14 kg 7 kg                                                                    | 成功       | |
| 28   | C26  | PSLV-XL | 2014年10月15日             | SDSC   | IRNSS-1C | 1425 kg                                                                                    | 成功       | インドの測位衛星。インド地域航法衛星システムの3号機。 |
| 29   | C27  | PSLV-XL | 2015年3月28日              | SDSC * | IRNSS-1D | 1425 kg                                                                                    | 成功       | インドの測位衛星。インド地域航法衛星システムの4号機。 |
| 30   | C28  | PSLV-XL | 2015年7月10日              | SDSC   | UK-DMC3A UK-DMC3B UK-DMC3C CBNT-1 DeOrbitSail | 447 kg 447 kg 447 kg 91 kg 7 kg                                                            | 成功       | 合計1439 kgの軌道投入はISROによる商業打ち上げでは最重量。 |
| 31   | C30  | PSLV-XL | 2015年9月28日              | SDSC   | アストロサット LAPAN-A2 exactView9 Lemur-2 ×4 | 1650 kg 68 kg 5.5 kg 4 kg×4                                                                | 成功       | |
| 32   | C29  | PSLV-CA | 2015年12月16日             | SDSC   | TeLEOS-1 VELOX-C1 VELOX-II Kent Ridge-1 Galassia Athenoxat-1 | 400 kg 123 kg 13 kg 78 kg 3.4 kg -                                                         | 成功       | 衛星切り離し後に第4段の再着火試験を実施。 |
| 33   | C31  | PSLV-XL | 2016年1月20日              | SDSC * | IRNSS-1E | 1425 kg                                                                                    | 成功       | インドの測位衛星。インド地域航法衛星システムの5号機。 |
| 34   | C32  | PSLV-XL | 2016年3月10日              | SDSC * | IRNSS-1F | 1425 kg                                                                                    | 成功       | インドの測位衛星。インド地域航法衛星システムの6号機。 |
| 35   | C33  | PSLV-XL | 2016年4月28日              | SDSC   | IRNSS-1G | 1425 kg                                                                                    | 成功       | インドの測位衛星。インド地域航法衛星システムの7号機。 |
| 36   | C34  | PSLV-XL | 2016年6月22日              | SDSC * | Cartosat-2C LAPAN-A3 BIROS SkySat Gen2-1 GHGSat-D M3MSat Swayam SathyabamaSat Flock-2P ×12 | 728 kg 120 kg 130 kg 110 kg 26 kg 85 kg 1 kg 1.5 kg 4.7kg×12                               | 成功       | |
| 37   | C35  | PSLV-G  | 2016年9月26日              | SDSC   | ScatSat-1 ALSAT-2B ALSAT-1B Pathfinder-1 Pratham CanX-7 (NLS-19) ALSAT-1N PISat | 371 kg 117 kg 103 kg 44 kg 10 kg 8 kg 7 kg 5.25 kg                                         | 成功       | ISRO初の異なる2軌道への衛星投入。 |
| 38   | C36  | PSLV-XL | 2016年12月7日              | SDSC   | Resourcesat-2A | 1235 kg                                                                                    | 成功       | |
| 39   | C37  | PSLV-XL | 2017年2月15日              | SDSC   | Cartosat-2D INS-1A INS-1B Nayif-1 Al Farabi-1 PEASSS BGUSAT DIDO-2 Doves Flock-3P ×88 Lemur-2 ×8 | 730 kg 8.4 kg 9.7 kg 1.1 kg 1.7 kg 3 kg 4.3 kg 4.2 kg 4.7kg×88 4.6kg×8                     | 成功       | 史上最多となる104基の衛星の同時打上。 |
| 40   | C38  | PSLV-XL | 2017年6月23日              | SDSC   | Cartosat-2E NIUSAT CESAT-1 Lemur-2 × 8 , Diamonds , Max Valier Sat Venta-1 D-Sat Aalto-1 COMPASS-2 QB50 InflateSail QB50 URSA MAIOR QB50 LituanicaSAT-2 QB50 PEGASUS QB50 NUDTSat QB50 VZLUSAT1 QB50 UCLSat QB50 SUCHAI ROBUSTA-1B skCUBE CICERO-6 Tyvak-53b KickSat Sprites ×6 | 727 kg 15 kg 60 kg 4kg×8 18 kg 15 kg 7.5 kg 4.5 kg 4 kg 3 kg 4 kg 2 kg 1 kg -              | 成功       | |
| 41   | C39  | PSLV-XL | 2017年8月31日              | SDSC * | IRNSS-1H | 1425 kg                                                                                    | 失敗       | フェアリング分離に失敗。 |
| 42   | C40  | PSLV-XL | 2018年1月12日              | SDSC   | Cartosat-2F MICROSAT-TD INS-1C LEO-1 Carbonite-2 aka ICEYE X1 Landmapper-BC3 Arkyd 6A CICERO-7 Doves Flock-3p' ×4 Lemur-2 ×4 PicSat SIGMA CANYVAL-X CNUSail 1 KAUSAT 5 STEP Cube Lab MicroMAS-2 Fox-1D SpaceBEE ×4 Tyvak-61C DemoSat-2                                          | 710 kg 120 kg 11 kg 168 kg 100 kg - 10 kg - 3.5 kg 3.8 kg 4 kg 3.2 kg 1 kg 3.8 kg 1.5 kg - | 成功       | |
| 43   | C41  | PSLV-XL | 2018年4月11日              | SDSC   | IRNSS-1I | 1425 kg                                                                                    | 成功       | インドの測位衛星。インド地域航法衛星システムの8号機。 |
| 44   | C42  | PSLV-CA | 2018年9月16日              | SDSC   | NovaSAR-S SSTL S1-4 | 445 kg 444 kg                                                                              | 成功       | |
| 45   | C43  | PSLV-CA | 2018年11月29日             | SDSC   | HySIS (380 kg) Doves Flock 3r ×16 Global-1 (55 kg) Lemur-2 ×4 HSAT-1 (13 kg) CICERO-8 (10 kg) Hiber-1 FACSAT-1 Innosat-2 (4 kg) Centauri-1 CASE Reaktor Hello World ³Cat-1 (1.2 kg)                                                                                             | 合計 641.5 kg                                                                              | 成功       | |
| 46   | C44  | PSLV-DL | 2019年1月24日              | SDSC   | Microsat-R Kalamsat V2 | 740 kg 1.2 kg                                                                              | 成功       | PSLV-DLの初打ち上げ |

- * は第二発射場を意味する。